# Igreja de Jesus
Santissimo Nome di Gesù all'Argentina ou Igreja de Jesus, amplamente conhecida apenas como Gesù, é a igreja mãe da Companhia de Jesus, uma ordem religiosa católica cujos membros são chamados de jesuítas. Geralmente chamada apenas de Gesù, seu nome completo é uma referência ao Santíssimo Nome de Jesus e à "Torre Argentina", o nome da região de Roma onde está a igreja e que sobreviveu também no Largo di Torre Argentina e no Teatro Argentina, no rione Pigna. Sua fachada é "a primeira fachada verdadeiramente barroca" e introduziu o estilo barroco na arquitetura. A igreja serviu de modelo para inúmeras igrejas jesuítas no mundo inteiro, especialmente nas Américas. É uma das igrejas regionais do Lácio em Roma.
Concebida inicialmente em 1551 por Santo Inácio de Loyola, fundador da ordem, ativo durante a Reforma Protestante e a na subsequente Contrarreforma, Gesù foi também a sede do superior-geral da Companhia de Jesus até a supressão da ordem em 1773. Depois que a igreja foi recuperada pelos jesuítas, o palácio anexo foi transformado num alojamento para estudiosos da ordem vindos de outras partes do mundo para estudar na Universidade Gregoriana enquanto se preparam para a ordenação ao sacerdócio.
O cardeal-diácono protetor da diaconia do Santíssimo Nome de Jesus é Gianfranco Ghirlanda S.J..

## História
Embora Michelângelo, a pedido do cardeal espanhol Bartolomeo de la Cueva, tenha se oferecido, como prova de sua devoção, para projetar a igreja de graça, a empreitada acabou sendo financiada pelo cardeal Alessandro Farnese, neto do papa Paulo III, o papa que havia autorizado a fundação da Companhia de Jesus. Assim, os principais arquitetos envolvidos na construção foram Giacomo Barozzi da Vignola, arquiteto da família Farnese, e Giacomo della Porta.

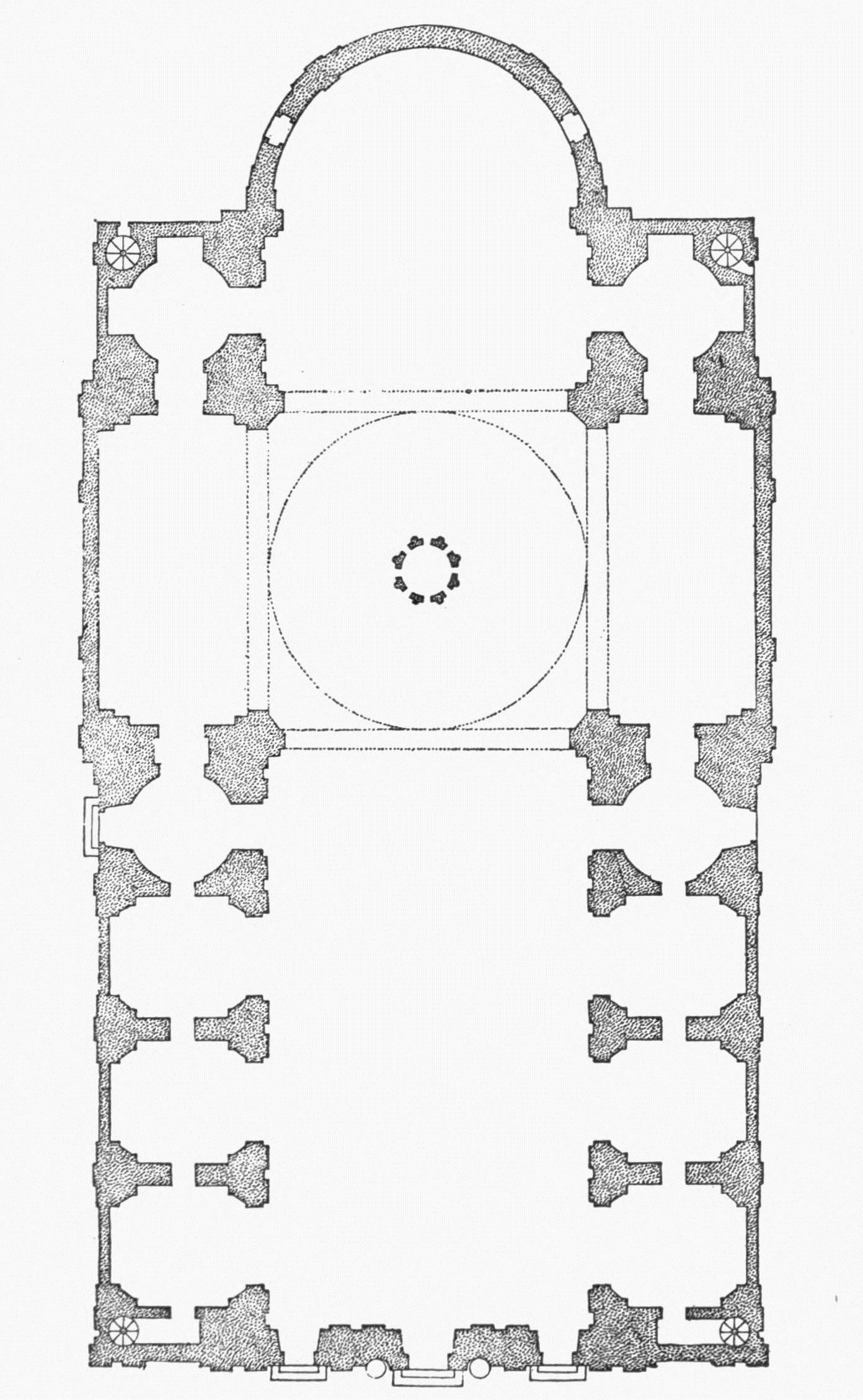
Planta da igreja.

A igreja foi construída no mesmo local onde antes ficava Santa Maria della Strada, onde Santo Inácio costuma rezar perante a imagem da Virgem Maria que hoje, adornada com pedras preciosas, pode ser vista em Gesù, na capela de Santo Inácio, à direita do altar-mor.
As obras começaram em 26 de junho de 1568 com base no projeto de Vignola, que foi ajudado pelo jesuíta Giovanni Tristano até 1571, quando este assumiu. Quando Tristano morreu, em 1575, o sucessor foi outro jesuíta, Giovanni de Rosis. Giacoma della Porta foi envolvido na construção da abóbada de aresta, da cúpula e da abside.
A revisão do projeto de Vignola para a fachada por della Porta ofereceu aos historiadores da arquitetura uma oportunidade de comparar em detalhes as diferenças entre da composição balanceada de Vignola, em três planos superpostos, e a tensão dinamicamente fundida ligada por fortes elementos verticais de Della Porta, um contraste que ajudou a melhorar as percepções dos historiadores sobre o final do século XVI. O projeto rejeitado de Vignola foi imediatamente disponibilizado para arquitetos e potenciais financiadores numa gravura de 1573.
O projeto para esta igreja criou um padrão para outras igrejas jesuítas que perdurou até ao século XX e as inovações que ele introduziu foram muitas. A estética de forma geral na Igreja Católica foi fortemente influenciada pelo Concílio de Trento. Embora o concílio em si tenha dito pouco sobre a arquitetura de igrejas, sua sugestão de simplificação estimulou São Carlos Borromeo a reformar a prática da construção eclesiástica. Evidências de uma leitura atenta de suas obras são evidentes em Gesù. Não há um nártex para se ficar sem nada a fazer: o visitante é projetado imediatamente no corpo da igreja, uma nave simples sem corredores para que a congregação possa se juntar com a atenção voltada para o altar-mor. No lugar dos corredores há uma série de capelas idênticas interconectadas por trás de aberturas em arco às quais a entrada é controlada por balaustradas decoradas com portões. Os braços do transepto foram reduzidos para enfatizar os altares nas duas paredes de fundo.
O desenho sintetiza a planta central do Alto Renascimento — como o plano original de Bramante para a Basílica de São Pedro — expresso pela escala grandiosa da cúpula e os proeminentes pilares do cruzeiro, com a nave estendida, uma característica das igrejas de pregação estabelecidas pelos franciscanos e dominicanos desde o século XIII. Por toda parte, revestimento de mármores multicoloridos incrustados são aliviados por douraduras, afrescos nas abóbadas de berço enriquecem o teto e esculturas de mármore e estuque branco emergem de suas molduras em pedra. O exemplo de Gesù não eliminou completamente a tradicional igreja basílica, com corredores, mas depois dela, experimentos com plantas barrocas, ovais ou em cruz grega, ficaram confinados principalmente a pequenas igrejas ou capelas.
A igreja foi consagrada pelo cardeal Giulio Antonio Santori, delegado do papa Gregório XIII, em 25 de novembro de 1584.

## Fachada

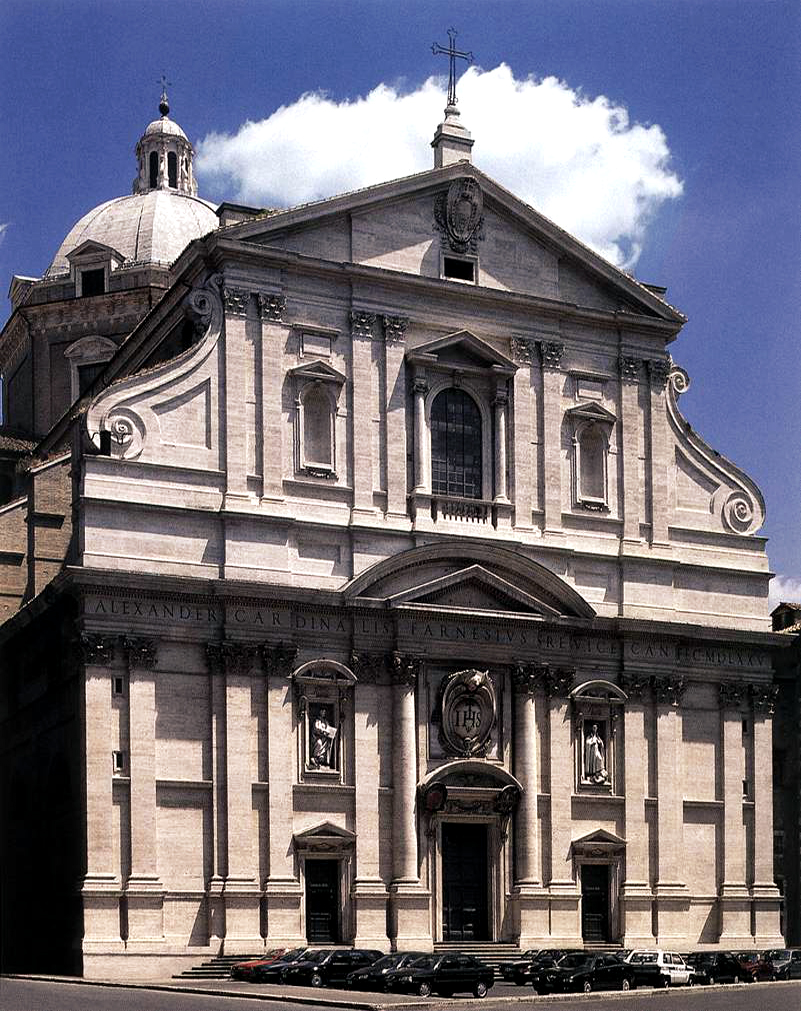

A fachada está dividida em duas seções. A inferior é dividida por seis pares de pilastras de capiteis coríntias e a superior, por quatro pares. As duas seções estão ligadas por uma voluta de cada lado. A porta principal está sob um tímpano curvilíneo e as duas portas laterais, sob tímpanos triangulares. Sobre a porta principal está um escudo com as letras IHS, o cristograma, uma referência ao Santíssimo Nome de Jesus. Estão presentes também o brasão do papa e um escudo com o acrônimo SPQR ("O Senado e o Povo de Roma").

## Decoração interior
Acredita-se que primeiro altar-mor tenha sido projetado por Giacomo della Porta. Ele foi removido durante uma reforma no século XIX e seu sacrário foi depois comprado pelo arcebispo Patrick Leahy para sua nova catedral, onde foi instalado depois de algumas pequenas modificações.
O atual, projetado por Antonio Sarti (1797–1880), foi construído em meados do século XIX. Ele é composto por quatro colunas sob um frontão neoclássico. Sarti também recobriu a abside com mármore e projetou o novo sacrário. Os anjos rodeando a auréola com o IHS foram esculpidos por Rinaldo Rinaldi (1793–1873). Os dois anjos ajoelhados de cada lado da auréola são de Francesco Benaglia e Filippo Gnaccarini (1804–1875). A peça-de-altar, "Circuncisão de Jesus", foi pintada por Alessandro Capalti (1810–1868). O teto da abside está pintado com uma "Glória do Cordeiro Místico", de Baciccia (Giovanni Battista Gaulli).
A mais impressionante característica da decoração interior é o afresco no teto da nave, o grandioso "Triunfo do Nome de Jesus", de Giovanni Battista Gaulli. Gaulli também é responsável pelos afrescos do interior da cúpula, inclusive laterna e pendículos; da abóbada central, recessos das janelas e dos tetos dos braços do transepto.

### Capelas

#### Capela de Santo André
A primeira capela à direita da nave é a Capela de Santo André (em italiano:  Cappella di Sant'Andrea), um nome que é uma referência a uma outra igreja que ficava no terreno, dedicada a Santo André, e que teve que ser demolida para abrir espaço para Gesù. Todas as pinturas são do florentino Agostino Ciampelli. Os afrescos nos arcos são dos mártires homens Pancrácio, Celso, Vítor e Agápito ao passo que os das pilastras são mártires mulheres, Cristina, Margarida, Anastácia, Cecília, Luzia, e Ágata. No teto está uma "Glória da Virgem rodeada pelos Santos Mártires Clemente, Inácio de Antioquia, Cipriano e Policarpo". Nas luneta estão "Santas Inês & Luzia enfrentam a Tempestade" e "Santo Estêvão e o Diácono Lourenço". Finalmente, a peça-de-altar é o "Martírio de Santo André".

#### Capela da Paixão
A segunda capela à direita é a Capela da Paixão (em italiano:  Cappella della Passione), com afrescos nas lunetas sobre a Paixão, "Agonia no Horto" e "Beijo de Judas", e seis telas nas pilastras, "Cristo na coluna", "Cristo perante Herodes", "Ecce Homo", "Saída para o Calvário" e a "Crucificação". A peça-de-altar, "Madona com o Menino e os Jesuítas Beatificados", substituiu a obra original, de Scipione Pulzone, atualmente no Metropolitan Museum, em Nova Iorque. O programa pictórico é obra de Giuseppe Valeriani e foi pintado por Gaspare Celio. No altar está uma urna de bronze com os restos do jesuíta do século XVIII, São José Pignatelli, canonizado pelo papa Pio XII em 1954. As medalhas nas paredes comemoram os padres Jan Roothaan (1785–1853) e Pedro Arrupe (1907–1991), o 21º e 28º superiores gerais da Companhia de Jesus.

#### Capela dos Anjos
Na terceira capela à direita, a Capela dos Anjos (em italiano:  Cappella degli Angeli), estão um afresco no teto, "Coroação da Virgem", e uma peça-de-altar, "Anjos adorando a Trindade", de Federico Zuccari. Ele também pintou as telas nas paredes, "Derrota dos Anjos Rebeldes" à direita e "Anjos liberam Almas do Purgatório" à esquerda. Outros afresco representam o Céu, o Inferno e o Purgatório. Os anjos nos nichos das pilastras são de Silla Longhi e Flaminio Vacca.

#### Capela de São Francisco Xavier
A Capela de São Francisco Xavier, no braço direito do transepto, é maior que as demais e foi projetada por Pietro da Cortona; foi projetada originalmente pelo cardeal Giovanni Francesco Negroni. Os mármores multicoloridos emolduram um relevo em estuque, "São Francisco Xavier recebido no Céu por Anjos". A peça-de-altar é "Morte de São Francisco Xavier na Ilha Shangchuan", de Carlo Maratta. Os arcos estão decorados com cenas da vida do santo, incluindo "Apoteose de São Francisco Xavier" no centro, "Crucificação" e "São Francisco Xavier perdido no Mar" à direita e "Batismo de uma Princesa Indígena", de Giovanni Andrea Carlone. O relicário de prata conserva parte do braço direito do santo (com o qual acredita-se que ele tenha batizado 300 000 pessoas); o restante de seu corpo está na igreja jesuíta de Goa.

#### Capela do Sagrado Coração
A última capela, no fundo da nave à direita do altar-mor, é a "Capela do Sagrado Coração", dedicada ao Sagrado Coração de Jesus.
A sacristia fica à direita. No presbitério está um busto do cardeal São Roberto Belarmino, de Bernini, que rezava diariamente nesta igreja.

#### Capela de São Francisco Bórgia
A primeira capela à esquerda, originalmente dedicada aos apóstolos, é hoje a "Capela de São Francisco Bórgia" (em italiano:  Cappella di San Francesco Borgia), um antigo duque de Gândia, que renunciou ao título para se tornar jesuíta e que acabou se tornando seu terceiro superior-geral. A peça-de-altar, "São Francisco Bórgia em Oração", de Andrea Pozzo, está rodeada por obras de Gagliardi. Os afrescos do teto, "Pentecostes", das lunetas — esquerda, "Martírio de São Pedro"; dos lados, "Fé e Esperança"; à direita, "Martírio de São Paulo" — e as alegorias da "Caridade" e "Religião" são obras de Niccolò Circignani (Il Pomarancio). Pier Francesco Mola pintou os murais: à esquerda, "São Pedro na Cadeia batiza os Santos Processo e Marciniano"; à direita, "Conversão de São Paulo". Há ainda quatro monumentos de Marchesi Ferrari na capela.

#### Capela da Sagrada Família
A segunda capela à esquerda é a Capela da Sagrada Família (em italiano: Cappella della Sacra Famiglia), dedicada à Natividade e encomendada pelo cardeal Cerri, que trabalhava para a família Barberini. A peça-de-altar, "Natividade", é de Circignani. No teto está a "Celebração Celestial do Nascimento de Cristo"; nos pináculos estão David, Isaías, Zacarias e Baruque; na luneta direita, "Anunciação aos Pastores", e na esquerda, "Massacre dos Inocentes". Estão na capela ainda afrescos da "Apresentação de Jesus no Templo" e "Adoração dos Magos". Quatro estátuas alegóricas representam a "Temperança" & "Prudência" (direita) e "Fortitude" e "Justiça" (esquerda).

#### Capela da Santíssima Trindade
A terceira capela à esquerda é a Capela da Santíssima Trindade (em italiano:  Cappella della Santissima Trinità), encomendada inicialmente por Pirro Taro, e chamada assim por causa da peça-de-altar de mesmo nome de Francesco Bassano, o Jovem. Os afrescos são obras de três artistas e seus assistentes e foram completados entre 1588 e 1589, mas não se sabe exatamente quem é autor de qual afresco em particular. Acredita-se que a "Criação", os anjos nas pilastras e o projeto de alguns dos demais seja obras do pintor e jesuíta florentino Giovanni Battista Fiammeri. O "Batismo de Jesus", na parede direita, também seria dele com a ajuda de seus assistentes. A "Transfiguração na parede esquerda e "Abraão com Três Anjos", no oval direito seriam de Durante Alberti. "Deus Pai atrás de um Coro de Anjos", no oval esquerdo, e os "Anjos com os Atributos de Deus", nos pináculos, foram completados por Ventura Salimbeni. O relicário no altar abriga o braço direito do jesuíta polonês Santo André Bobola, martirizado em 1657 e canonizado pelo papa Pio IX em 1938.

#### Capela de Santo Inácio
A imponente e luxuosa Capela de Santo Inácio, no braço esquerdo do transepto, é a obra-prima da igreja e foi projetada por Andrea Pozzo entre 1696 e 1700 para abrigar o túmulo de Santo Inácio de Loyola. O altar, também de Pozzo, exibe uma "Trindade" acima de um globo em lápis-lazúli, uma representação da Terra e que acreditava-se ser o maior pedaço desta rocha no mundo, mas que é, na verdade, concreto habilidosamente decorado com ela. As quatro colunas revestidas de lápis-lazúli rodeavam uma colossal estátua em prata do santo, obra de Pierre Legros, que foi derretida pelo papa Pio VI, supostamente para pagar reparações de guerra a Napoleão nos termos do Tratado de Tolentino, de 1797. Atualmente fica no local uma cópia, provavelmente de Adamo Tadolini trabalhando no estúdio de Antonio Canova. O projeto original era de Giacomo della Porta e foi depois alterado por Cortona, mas, no final, Pozzo venceu um concurso público para o projeto do altar e acabou recebendo a encomenda. Uma tela que está na capela, "Santo Inácio recebe o Monograma com o Nome de Jesus do Cristo Celestial Ressuscitado", é atribuído também a ele. A urna de bronze de Santo Inácio é de Alessandro Algardi e abriga o corpo do santo. Abaixo dela estão dois grupos de estátuas: "Religião derrota a Heresia", de Pierre Legros (com um querubim, do lado esquerdo, rasgando páginas de livros heréticos (possivelmente Bíblias) de Lutero, Calvino e Zuínglio), e "Fé derrota Idolatria", de Jean-Baptiste Théodon.
A Capela de Santo Inácio também abriga a restaurada "macchina barocca" de Andrea Pozzo. Durante o dia, a estátua de Santo Inácio fica escondida atrás de uma grande pintura, mas, diariamente às 17:30, uma música religiosa começa a tocar em alto volume e a pintura desliza para um nicho no piso revelando a estátua toda iluminada.

#### Capela daMadonna della Strada
A última capela no final da nave à direita do altar-mor é a Capela da Madonna della Strada, nome derivado do ícone medieval, antes localizada na igreja que foi demolida para abrir espaço para Gesù e venerada por Santo Inácio. O interior foi projetado e decorado por Giuseppe Valeriani, que pintou cenas da Vida da Virgem. Os afrescos do interior da cúpula são de G. P. Pozzi.

## Legado e influência
Gesù serviu de modelo para inúmeras igrejas jesuítas no mundo todo, começando com a Igreja de São Miguel em Munique (1583–1597), a Igreja de Corpus Christi, em Niasviž (1587–1593), e a Igreja de Santo Inácio de Loyola em Buenos Aires (1710–1722).

## Galeria

Imagens da igreja
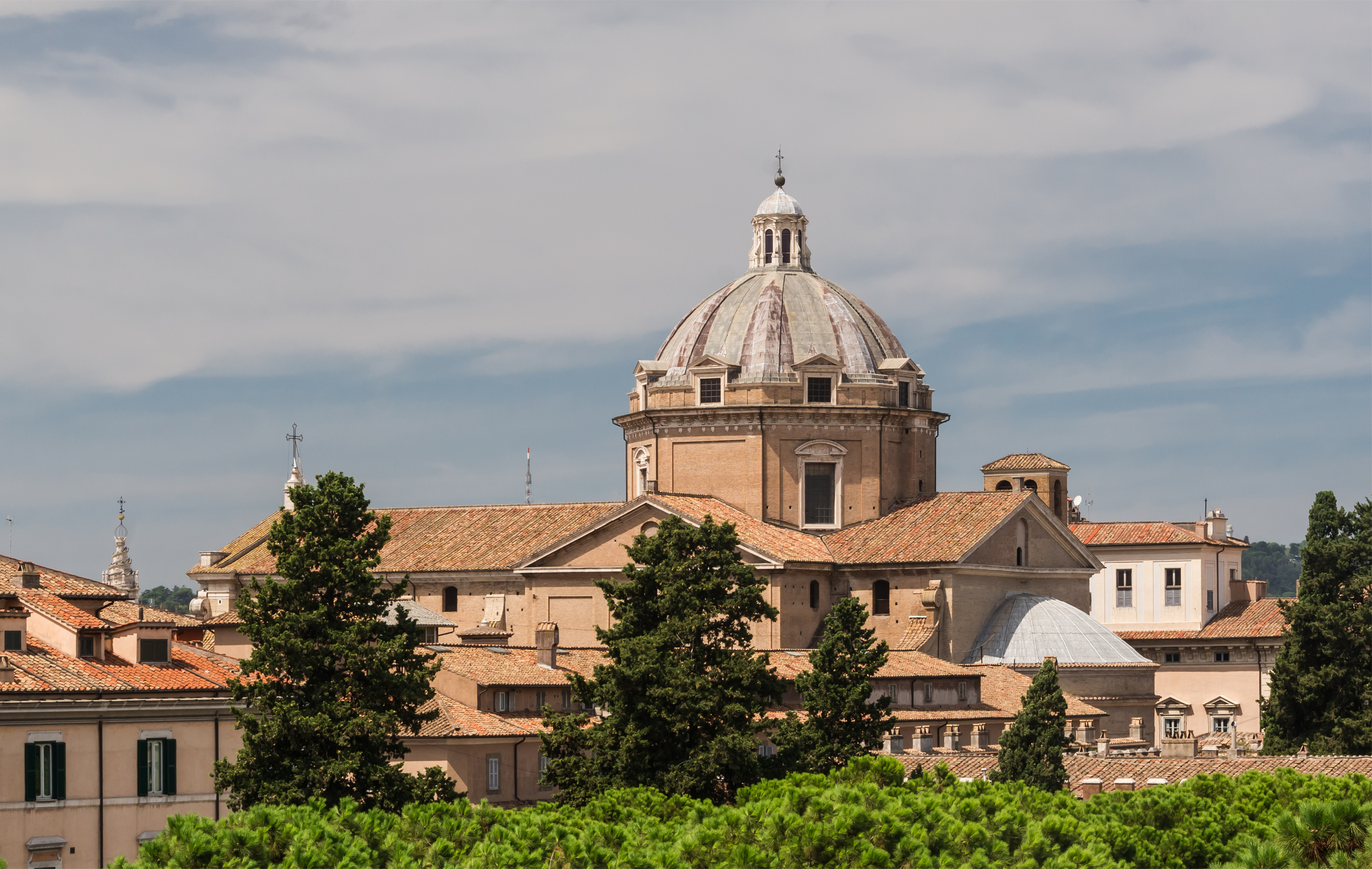
Vista da cúpula.
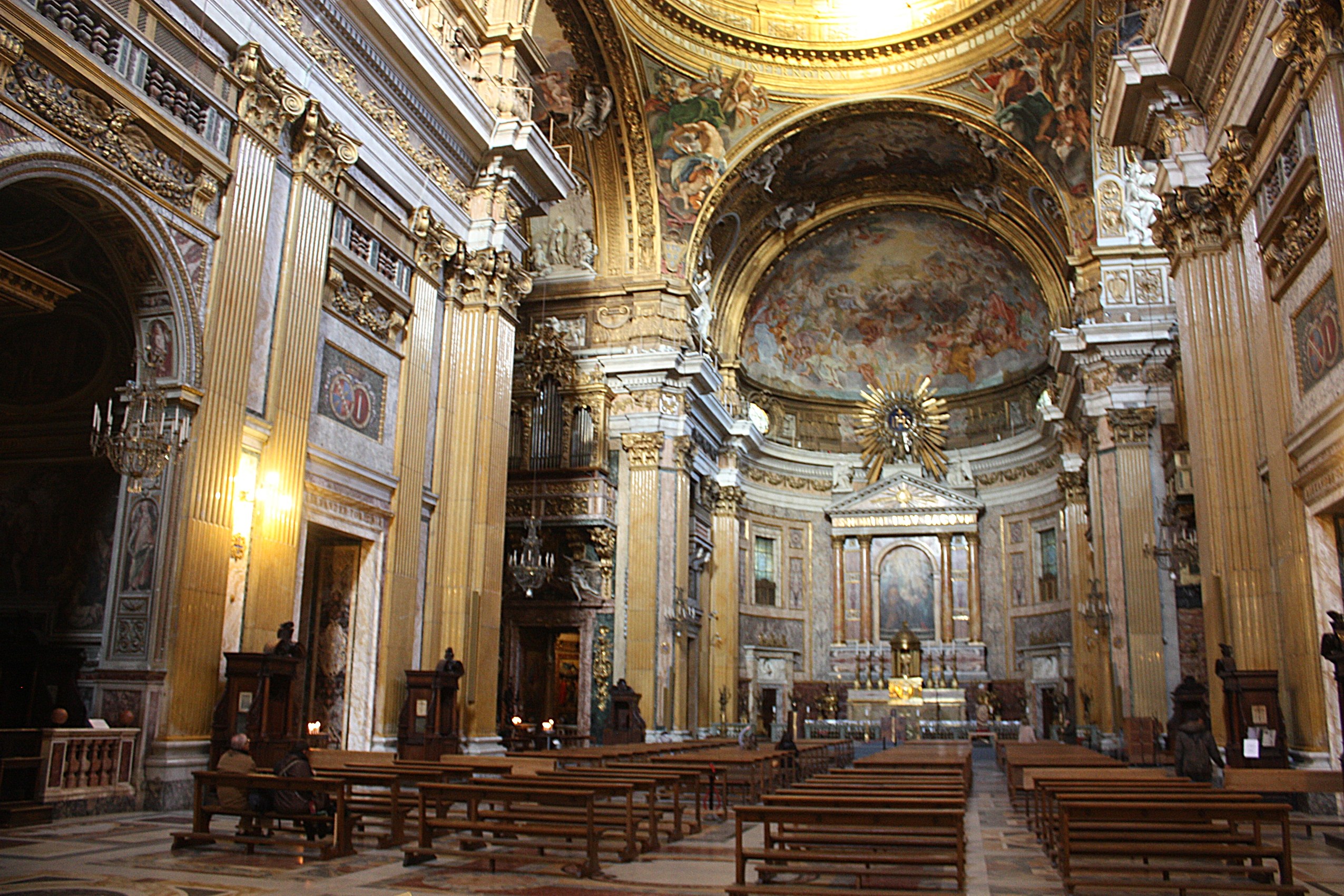
Vista do interior.
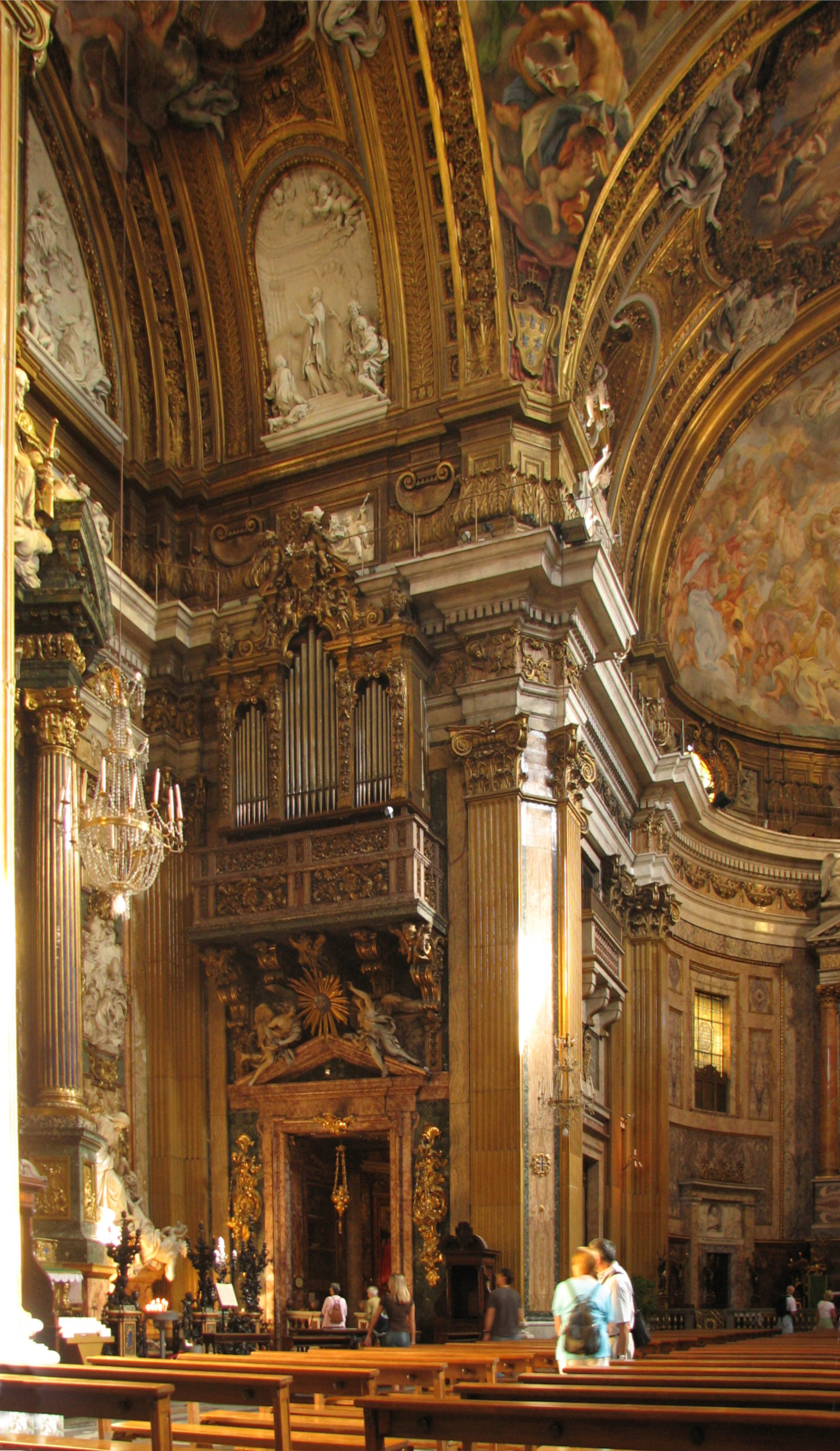
Órgão.
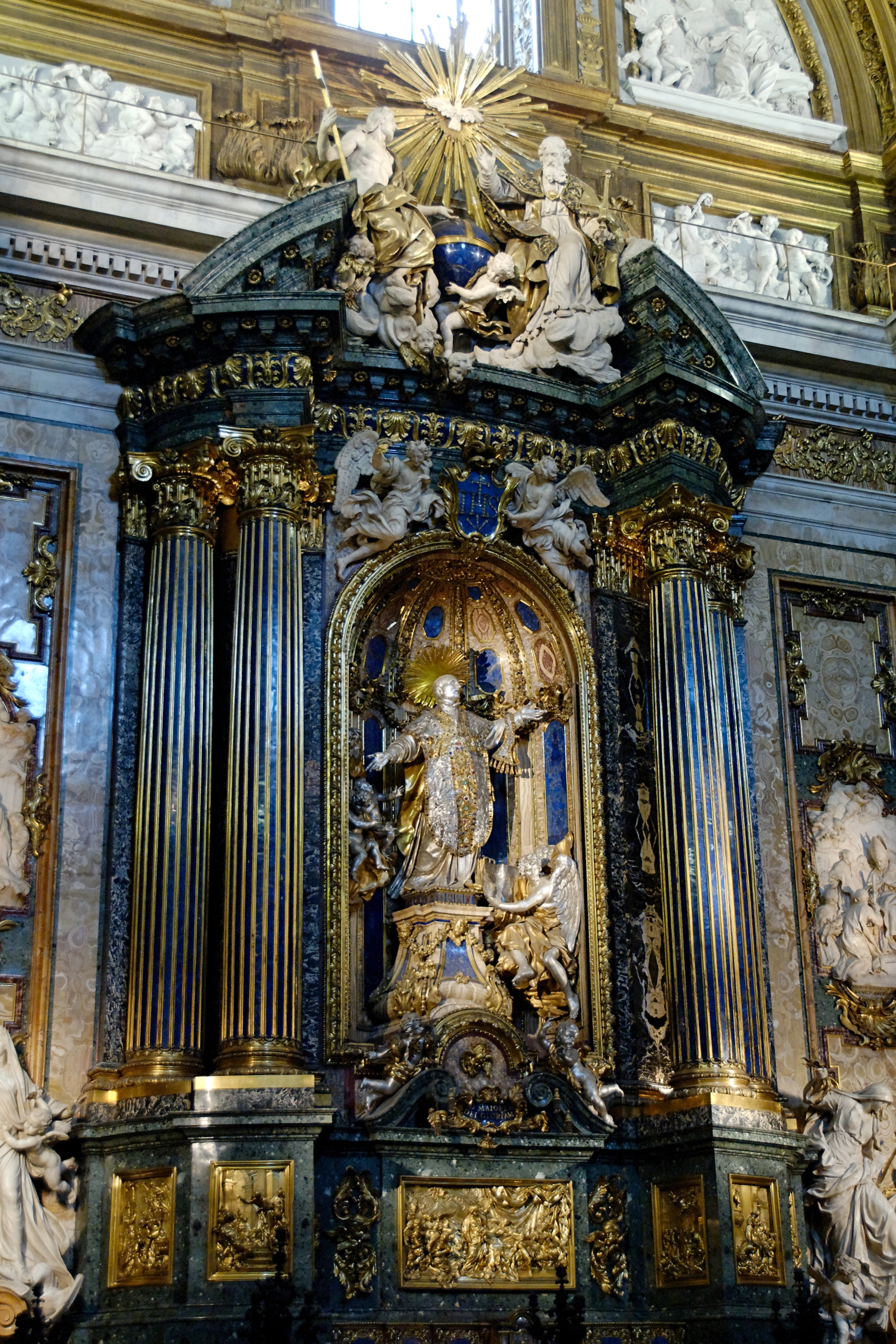
Capela de Santo Inácio, no braço esquerdo do transepto.
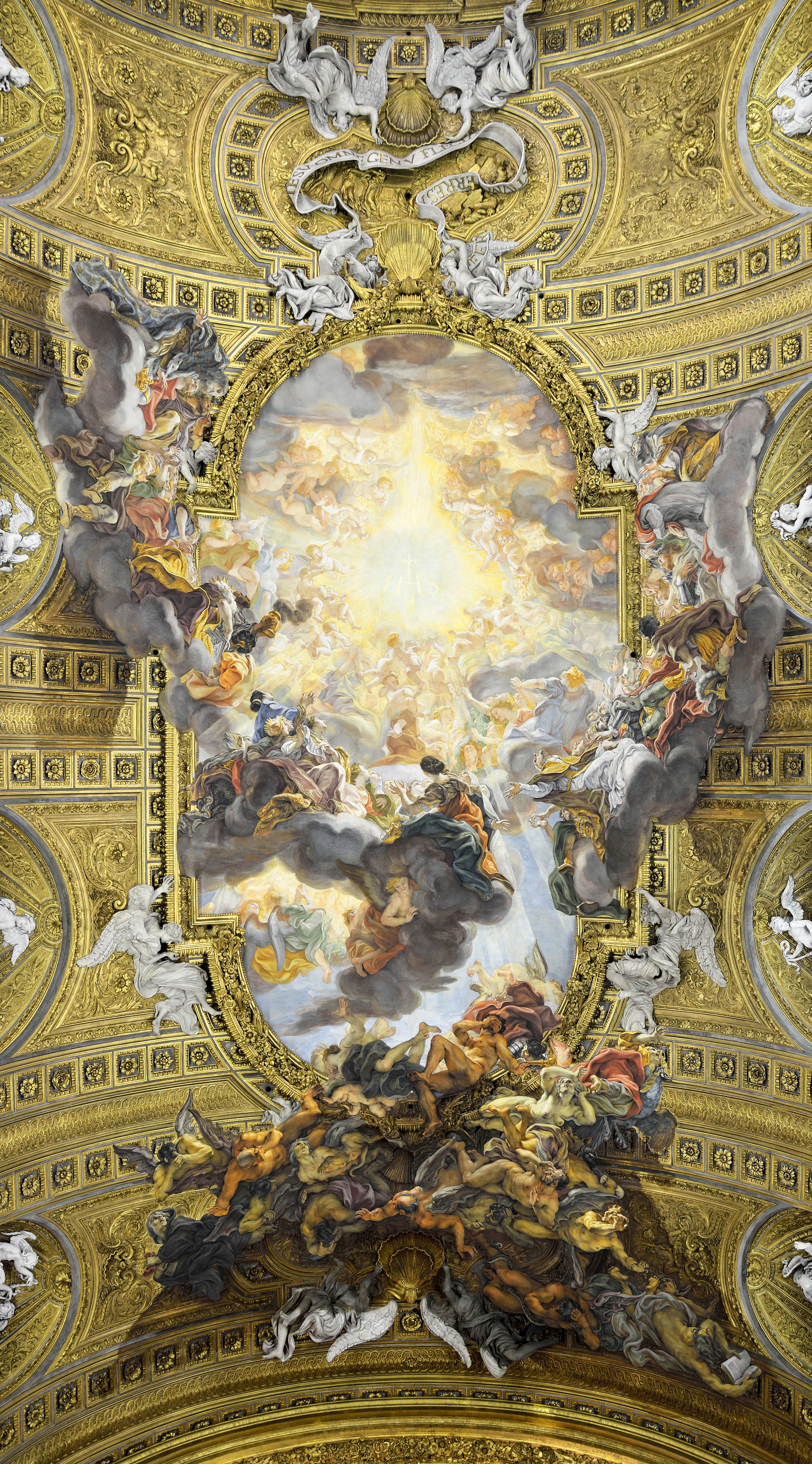
"Triunfo do Nome de Jesus", de Baciccia, no teto da nave.